# Ovo je Balkan

Ovo je Balkan je pesma koju peva Milan Stanković, a koja je predstavljala Srbiju na takmičenju za Pesmu Evrovizije 2010. Pesmu je komponovao Goran Bregović, a tekst je napisala Marina Tucaković.
Pesma je pobedila na takmičenju 3 pa 1 za Oslo koje se održalo 13. marta 2010. U glasanju SMS porukama dobila je 58.428 glasova od pristiglih 129.105.